# Приамурье
Приаму́рье (кит. 外東北) — наименование территории на Дальнем Востоке России, охватывающей левобережный бассейн среднего и нижнего течения реки Амур к югу от Станового хребта и Удской губы Охотского моря. Административно принадлежит Хабаровскому краю, Амурской области и Еврейской автономной области. Также топоним Приамурье соответствует китайскому названию сопредельной маньчжурской провинции Хэйлунцзян (дословно — Река чёрного дракона, то есть китайское название Амура). Приамурье вместе с Приморьем, также называют Внешней Маньчжурией, поскольку данный регион является частью более обширной историко-географической области Маньчжурия.

## Российское Приамурье
Российское Приамурье — историко-географическая область на юге Дальнего Востока России (именуемого также «Российской Восточной Окраиной»), включающая в себя часть Хабаровского края (между реками Амур на юге и Уда на границе северной и средней частей края), а также Еврейскую автономную область и почти всю Амурскую область. Регион получил название от великой реки Амур, которая служит его западной и южной границей.
В древности здесь обитали чжурчжэньские племена сушень и илоу. Позднее эта территория много раз переходила под контроль различных сил и в XVII—XIX веках представляла собой северную часть Внешней Маньчжурии.
Первые русские землепроходцы во главе с Василием Даниловичем Поярковым появились в Приамурье в 1643—1644 годах. Ерофей Павлович Хабаров в 1649 году основал здесь город Албазин(ныне село Албазино Сковородинского района Амурской области), вскоре ставший центром русских владений на Амуре. Однако, в 1689 году, согласно Нерчинскому договору, земли по Амуру отошли к Цинской империи.
В 1842—1844 годах Приамурье и Шантарские острова исследовала экспедиция Александра Фёдоровича Миддендорфа.
В 1854—1858 годах были совершены «муравьёвские сплавы» (по инициативе генерал-губернатора Восточной Сибири Николая Николаевича Муравьёва-Амурского) — переселение казаков из Забайкалья на Амур. И согласно Айгунскому и Тяньцзиньским договорам Приамурье вошло в состав России.
Одним из первых описаний российского Приамурья является «Живописный альбом», составленный в 1859 г. служащим Нерчинского горного правления Гектором Станиславовичем Бильдюкевичем. Это обстоятельный этнографический и исторический свод очерков о природе и городах Восточной Сибири, о населяющих этот край народах с 22 иллюстрациями.
Забайкальские казаки основали здесь Амурское казачье войско. С той поры географический термин Приамурье стал, кроме всего прочего, расхожим обозначением территории амурских казаков.

Но для меня придёт борьба —
Умчусь я в степи Приамурья,: Сражусь там с бандой большевицкой:
Там пуля ждёт давно меня!

 — пелось в забайкальском варианте (1918—1919) известной казачьей песни «Не для меня придёт весна»… А «Первым поэтом Приамурья» или «Первым амурским поэтом» называли казачьего сотника Леонида Петровича Волкова, в этом же качестве иногда упоминался и Порфирий Фёдорович Масюков.
В 1863 году слушатель Николаевской Академии Генштаба Николай Михайлович Пржевальский составил «Опыт статистического описания и военного обозрения Приамурского края». Выдвигая (в контексте глубокого кризиса, переживаемого Цинской империей при юном богдыхане Тунчжи) смелый геополитический проект, Пржевальский писал:

Чтобы вполне воспользоваться выгодами, представляемыми бассейном Амура, нам необходимо владеть и важнейшим его притоком Сунгари, орошающим лучшую часть этого бассейна, и, кроме того, в своих верховьях близко подходящим к северным провинциям Китая. Заняв всю Маньчжурию, мы сделаемся ближайшим соседом этого государства и, уже не говоря о наших торговых сношениях, можем прочно утвердить здесь наше политическое влияние.
В 1938 году Дальневосточный край РСФСР был разделён на Хабаровский (к которому отошла часть Приамурья) и Приморский края.

### Физическая география
Российское Приамурье представляет собой систему горных хребтов и равнин. Крупнейшими равнинами в Приамурье являются Зейско-Буреинская и Амурско-Зейская, находящиеся в Амурской области. Среди горных хребтов наиболее значительны хребты Джагды, Тукурингра, Турана, Буреинский и Омальский.
«Стержнем» региона по-прежнему остаётся великая река Амур. Другие значительные реки — Зея, Бурея, Уда, Тугур и Амгунь.

Имя Амур река получает после слияния Шилки и Аргуни в Усть-Стрелке, и от этого пункта объединённый поток направляется на восток и ЮВ: вплоть до впадения в него крупного притока Сунгари. Отсюда Амур поворачивает на СВ, далее на север, а последние 50 миль — перед впадением в Тихий океан — на восток. Его протяжённость, если принять за исток реку Онон, составляет около 2700 миль, площадь же его бассейна составляет, как минимум, 785 000 квадратных миль; но она уменьшилась в настоящее время, — ибо воды Далай-нора уже не поступают в Аргунь. Амур имеет много крупных притоков — таковы Зея, чей приток Селемджа тж. является значительной рекой; Бурея, Кур, Горынь и Им слева; тогда как справа Амур принимает Сунгари и Уссури, чей приток, судоходная Сунгача, предоставляет Амуру пароходное сообщение с озером Ханка.
 — писал в 1902 году князь Пётр Алексеевич Кропоткин.
В начале XXI века Амур стал зоной экологического бедствия.

Могучий Амур полностью погублен для жизни. В нём нельзя купаться (угроза менингита!), амурскую рыбу нельзя есть… Нивхи, орочи, нанайцы не могут жить без рыбы и у них нет других источников питания! Воды Бурейского водохранилища затопили болота близ посёлка Чекунда. Торф пошёл в Амур!— констатировал депутат Борис Резник (программа «Момент истины», 15 сентября 2006 года).

### Климат
В Приамурье климат умеренный муссонный, а ближе к северо-западу региона он переходит в резко континентальный климат Восточной Сибири. Зима в Приамурье обычно малоснежная и холодная, лето жаркое и во второй половине влажное. Климат Амурской области — более континентальный, нежели Хабаровского края, так как область отгорожена от океана стеной гор.

### История
25—10 тыс. лет до н. э. существует первая достоверно известная Селемджинская культура. Позже территорию поочерёдно заселяли носители осиноозёрской культуры и маньчжурские племена, известные как мохэ, чжурчжэни и дауры. В 1858 году по Айгунскому договору регион вошёл в состав России.